# プライムエージェンシー
プライムエージェンシー（英: Prime Agency）は、日本の芸能事務所。
株式会社GA・プライムエージェンシー事業部とも記述される。

## 概要
所属モデルの多くはAV女優でありAV事務所も兼ねている。
SPA・第二プロダクション協会会員。
2022年1月時点での公にしている住所は渋谷区渋谷1-3-18ビラ・モデルナC804。
2022年1月、スカウトした女性を別のAV制作会社に紹介した職業安定法違反（有害業務の紹介）容疑で、社長の小山らが警視庁生活安全部特捜隊に逮捕された。2月、東京地方検察庁は全員を不起訴処分とした。
その後、2022年4月までに「GG」に改称。公式サイトの会社概要では事務所住所の表記はなく、面接会場として渋谷区神宮前第25SYビル7階の表記が記されていた（かつてのプライムエージェンシーと同一住所）。GGはGraffity Girlsの略としている。

## GG所属タレント
- 常盤真衣
- 大空すず
- 本城ひめ花
- 叶愛
- 星空もあ
- 大河まりあ
- 竹内夏希
- 東雲あずさ
- 藤田こずえ
- 白河花清
- 日下部加奈
- 美咲かんな
- 白鳥すわん
- 木下凛々子
- 木村穂乃香
- 蘭々
- 葉月美音
- EMILY
- いちか先生
- 綾瀬麻衣子
- 永井マリア
- 月島花
- 佐々木咲和
- 朝日芹奈
- 十束るう
- 真野凛生
- 逢坂瞳
- 皐月めい
- 川越にこ
- うずめあやか

## プライムエージェンシー時の所属モデル

### タレント
- 蒼井そら
- 西野翔
- 七海なな
- 花咲いあん
- 桜木凛
- 三島奈津子

### AV女優
- 藤田こずえ
- 東雲あずさ
- 叶愛
- 陳美恵
- 伊賀まこ
- 日下部加奈
- 木下凛々子
- 楠美める
- 木村穂乃香
- 永井マリア
- 竹内夏希
- 二ノ宮すずか
- EMILY
- 蘭々
- 星空もあ
- 葉月美音
- 望月あやか
- 大河まりあ
- 長谷川古宵
- 青木玲
- 春風みゆみ
- 朝比奈なつ
- 東惣介（AV男優）
- ふわり結愛
- 新垣ことり

※プライムエージェンシーHPのモデル一覧参照

## 所属していたモデル（プライムエージェンシー）
- 小向杏奈
- 愛原れの
- あのあるる
- 喜多沢くるす
- 寧々
- 東野愛鈴
- Rico
- キヨミジュン
- うるみゆう
- 堀口奈津美
- 舞雪
- 蜜井とわ
- 涼果りん
- 三津なつみ
- 杏野まひる
- 月見栞
- 早乙女ルイ
- 大空かのん
- 夏川亜咲
- 南つかさ
- 藍山みなみ
- 日向葵
- 三浦芽依
- あづみ
- 村西まりな
- 中山エリス
- 桃咲まなみ
- 愛璃みい
- 安堂エリカ
- 彩花ゆめ
- 中野愛里
- 水玉レモン
- 松岡希
- 葵野まりん
- 小倉もも
- 仁科百華
- 司ミコト
- 逢田みなみ
- 元山はるか
- 成田愛
- 羽田あい
- 杏咲望
- 姫野心愛
- 夏海いく
- さくら悠
- 夕樹あさひ
- 小澤ゆうき
- 響りり子
- 矢野未夏
- 橘ましろ
- 新井エリー
- 星月れお
- さくらゆら
- 緒川凛
- 星野あかり
- 佐山愛
- 前田優希
- 木下若菜
- 沖田里緒
- 今井まい
- 真田みづ希
- 雪美千夏
- 吉川蓮
- NAOMI
- 柳みゆう
- 柊さき
- 桃瀬ゆり
- いろはめる
- 水城えま
- 千寿まゆ
- 坂本すみれ
- 星乃ゆづき
- 伊東紅
- 水城えま
- 七瀬ひとみ
- 生田みなみ
- 三吉菜々
- 森川アンナ
- 綾波カレン
- 水森翠
- 百永さりな
- 水乃渚月
- 山田彩星
- June Lovejoy
- 天然かのん
- 志田雪奈
- 色紙実優
- 星宮葵

## 所属していたモデル（GG）
- 中野真子